# Ali Adem
Ali Adem (Skopie, 1 de junio de 2000) es un futbolista macedonio que juega en la demarcación de centrocampista para el KF Shkupi de la Primera División de Macedonia del Norte.

## Selección nacional
Tras jugar en las categorías inferiores de la selección, finalmente debutó con la selección de fútbol de Macedonia del Norte el 22 de octubre de 2022. Lo hizo en un partido amistoso contra Arabia Saudita que finalizó con un resultado de 1-0 a favor del combinado saudita tras el gol de Saleh Al-Shehri.

## Clubes
| Club               | País                | Año       | Partidos | Goles |
| ------------------ | ------------------- | --------- | -------- | ----- |
| FK Vardar          | Macedonia del Norte | 2018-2020 | 41       | 3     |
| Aris Salónica FC   | Grecia              | 2020      | 0        | 0     |
| KF Shkupi (cedido) | Macedonia del Norte | 2021      | 32       | 2     |
| Veria NFC (cedido) | Grecia              | 2022      | 1        | 0     |
| KF Shkupi          | Macedonia del Norte | 2022-     | 32       | 1     |